# Ŏtâr Méanchey
Ŏtâr Méanchey är en provins i Kambodja. Den ligger i den nordvästra delen av landet, 300 km nordväst om huvudstaden Phnom Penh. Antalet invånare är 185 443. Arean är 6 158 kvadratkilometer. Ŏtâr Méanchey gränsar till Surin, Banteay Meanchey, Siem Reap, Preah Vihear, Buri Ram och Sisaket. 
Terrängen i Ŏtâr Méanchey är varierad.
Ŏtâr Méanchey delas in i:
- Srŏk Sâmraông
- Srŏk Bântéay Âmpĭl
- Srŏk Ânlóng Vêng
- Srŏk Trâpeăng Prasat

Följande samhällen finns i Ŏtâr Méanchey:
- Sâmraông